# Férfi 1500 méteres síkfutás az 1900. évi nyári olimpiai játékokon
Az 1900. évi nyári olimpiai játékokon az atlétika férfi 1500 méteres síkfutás versenyszámának döntőjét július 15-én rendezték a Bois de Boulogneban.

## Rekordok
A versenyt megelőzően a következő rekordok voltak érvényben férfi 1500 méteres síkfutásban:
| Világrekord     | John Bray (USA)   | 4:09,0 | Bayonne, Franciaország | 1900. május 30.  |
| Olimpiai rekord | Edwin Flack (AUS) | 4:33,2 | Athén, Görögország     | 1896. április 7. |

A versenyen új világ- és olimpiai rekord született:
| Charles Bennett (GBR) | 4:06,2 | Párizs, Franciaország | 1900. július 15. |

## Eredmények
Az időeredmények másodpercben értendők. A rövidítések jelentése a következő:
- WR: világrekord

### Döntő
A döntőt július 15.-én rendezték.
| H     | Név                   | Nemzet                 | E          | Mj |
| ----- | --------------------- | ---------------------- | ---------- | -- |
| Arany | Charles Bennett       | Nagy-Britannia (GBR)   | 4:06,2     | WR |
| Ezüst | Henri Deloge          | Franciaország (FRA)    | 4:06,6     |    |
| Bronz | John Bray             | Egyesült Államok (USA) | 4:07,2     |    |
| 4.    | David Hall            | Egyesült Államok (USA) | 4:07,5     |    |
| 5.    | Christian Christensen | Dánia (DEN)            | nincs adat |    |
| 6.    | Hermann Wraschtil     | Ausztria (AUT)         | nincs adat |    |
| 7.–9. | Louis Segondi         | Franciaország (FRA)    | nincs adat |    |
| 7.–9. | John Rimmer           | Nagy-Britannia (GBR)   | nincs adat |    |
| 7.–9. | Ondřej Pukl           | Cseh Királyság (BOH)   | nincs adat |    |